# Mundia elpenor
Mundia · Râle d'Ascension
Genre
Espèce
Synonymes
- † Atlantisia elpenor Olson[2], 1973
(protonyme)

Statut de conservation UICN

 EX  : Éteint
Mundia elpenor ou Râle d'Ascension est une espèce éteinte d'oiseaux, des râles de la famille des Rallidae, et du genre Mundia.

## Répartition
Cette espèce était endémique de l'île de l'Ascension et le voyageur britannique Peter Mundy en a fait un croquis en 1656. De nombreux os subfossiles de cet oiseau qui ne volait pas ont été découverts sur l'île.

## Biologie
Il vivait très probablement dans les zones subdésertiques de l'île et se nourrissait principalement d'œufs de sterne fuligineuse  (Onychoprion fuscatus). Il est probable qu’il ait disparu après l’introduction de rats sur l’île au XVIIIe siècle, mais il a peut-être survécu jusqu’à l’introduction des chats, devenus errants, en 1815.

## Classification
Cette espèce a d'abord été décrite sous le nom d'Atlantisia elpenor par Storrs Olson en 1973, comme un proche parent d'Atlantisia rogersi. 
Cependant, en 2003, W.R.P. Bourne et ses collègues ont souligné les différences importantes existant entre les deux espèces et ont renommé Atlantisia elpenor en Mundia elpenor, le nom de genre rendant hommage à son découvreur Peter Mundy.
Mundia elpenor est la seule espèce rattachée au genre Mundia.